# Vicente Antenor Ferreira Gomes
Vicente Antenor Ferreira Gomes (Sobral, 29 de setembro de 1928 - Fortaleza, 25 de setembro de 2013) foi um engenheiro agrônomo e político brasileiro com atuação no estado do Ceará. Foi eleito prefeito de Itapipoca em 1993, e foi eleito deputado estadual por duas vezes em 1982 e 1998. 

## Biografia
Foi formado em engenharia agronômica pela Universidade Rural do Brasil no Rio de Janeiro. Em seu retorno ao Ceará passa em concurso para o quadro de técnicos do DNOCS aonde chegou a posição de chefe na Superior Autarquia do DNOCS para os estados do Ceará e Paraíba.
Como político foi filiado ao Partido Socialista Brasileiro.